# Salvacañete
Salvacañete és un municipi de la província de Conca, a la comunitat autònoma de Castella-La Manxa. Està format pels llogarets de La Hoya del Peral, El Masegar, Masegarejo, Casas Nuevas, La Hondonada i la Nogueruela.

## Demografia
| 1991 | 1996 | 2001 | 2004 |
| ---- | ---- | ---- | ---- |
| 361  | 351  | 336  | 335  |